# Plaisance-du-Touch
Plaisance-du-Touch (em occitano:  Plasença deu Toish) é uma comuna francesa na região administrativa da Occitânia, no departamento do Alto Garona. Estende-se por uma área de 26.53 km², com 18.888 habitantes, segundo o censo de 2018, com uma densidade de 710 hab/km².